# Semiothisa retentata
Semiothisa retentata är en fjärilsart som beskrevs av Walker 1862. Semiothisa retentata ingår i släktet Semiothisa och familjen mätare. Inga underarter finns listade i Catalogue of Life.